# George Alexander Pearre
George Alexander Pearre (ur. 16 lipca 1860 w Cumberland, Maryland, zm. 19 września 1923 w Cumberland, Maryland) – amerykański polityk związany z Partią Republikańską. W latach 1899–1911 był przedstawicielem szóstego okręgu wyborczego w stanie Maryland w Izbie Reprezentantów Stanów Zjednoczonych.